# Pere Ferré Solanes
Pere Ferré Solanes (Reus, 1873 - Lleida, 1941) va ser un poeta i dramaturg català.
Fill d'un guàrdia civil reusenc, va mostrar dedicació a les lletres de ben jove. Va publicar en quasi tots els periòdics locals fos quina fos la seva ideologia, sobretot poemes i textos literaris, escrits normalment en castellà. El primer poema el publicà a La Correspondencia de Reus el 1893, un periòdic d'ideologia conservadora, on després hi va seguir publicant. També ho va fer a La Autonomía, republicà federal, on contribuí amb articles sobre literatura, La Trompeta, una publicació satírica propera als socialistes, Diario de Reus, conservador, Eco del Centro de Lectura, portaveu de la societat Centre de Lectura, El Consecuente, del Partit Radical de Lerroux, i Las Circunstancias, portaveu dels republicans reusencs. El 1918 va obtenir un premi a la Festa de la Poesia celebrada a Reus, i el 1929 un altre el Dia de la Comarca a l'Exposició Universal de Barcelona. Després de fer el servei militar, es reenganxà i entrà al cos administratiu de l'exèrcit, i el 1929 va ascendir a un grau assimilat al de capità. Va ser destinat a València, on també col·laborà en la premsa de la localitat i a Lleida, on va passar la guerra civil i on va morir. Tenia escrites dues obres de teatre i un volum de poesia, en castellà i català, que han restat inèdits.